# Noaptea Sfântului Bartolomeu
Noaptea Sfântului Bartolomeu a fost un masacru comis asupra protestanților din Franța. Masacrul a fost declanșat de puterea de stat în noaptea dintre 23 și 24 august 1572, zi în care în calendarul romano-catolic este comemorat Sf. Bartolomeu. Masacrul a durat câteva zile la Paris, de unde s-a extins în 20 de alte orașe, în care a durat câteva săptămâni. Au fost atacați și masacrați aproape 30.000 de hughenoți, fiind considerat de unii ”cel mai mare masacru religios al secolului”.
Acest episod tragic al războaielor religioase a fost rezultatul unor serii de factori politici, religioși și sociali. A fost o consecință a conflictelor civile și militare dintre nobilimea franceză catolică și cea protestantă și a avut drept rezultat o reacție populară sălbatică, ultra-catolică, ostilă politicii regale de reconciliere.
Pentru mult timp tradiția istoriografică i-a considerat răspunzători pe Caterina de Medici și pe Carol al IX-lea al Franței. Din lipsă de surse, istoricii au rămas pentru mult timp împărțiți asupra rolului exact avut de coroană. În zilele noastre se consideră că ordinul regal se referea doar la uciderea liderilor hughenoți, dar în dimineața zilei de 24 august când Carol al IX-lea a ordonat încetarea imediată a asasinatelor, furia poporului scăpase de sub control și nimic nu o mai putea opri.

## Context
Masacrul din Noaptea Sfântului Bartolomeu a fost rezultatul unei serii de evenimente:
- Tratatul de la Saint Germain ce punea capăt celui de-al treilea război religios la 8 august 1570
- Căsătoria lui Henric al IV-lea al Navarei - hughenot, cu Margareta de Valois - catolică, pe 18 august 1572.
- Tentativa de a-l asasina pe amiralul Gaspard de Coligny pe 22 august 1572.

### O pace și o căsătorie nepopulare

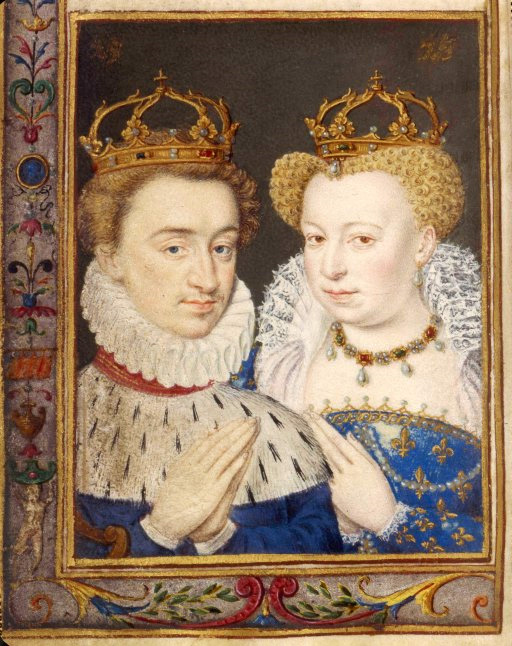
Margareta de Valois și Henric de Navara. Căsătoria lor a fost numită nunta purpurie

Semnarea Tratatului de la Saint-Germain pune capăt celui de-al treilea război religios (1568 - 1570) dintre catolici și protestanți, dar este o pace fragilă deoarece catolicii intransigenți nu o acceptă. Revenirea protestanților la curtea Franței scandalizează nobilimea catolică, dar Caterina de Medici și Carol al IX-lea, conștienți de dificultățile financiare ale regatului, sunt hotărâți să păstreze pacea. Gaspard de Coligny, liderul protestanților, revine în consiliul regal. Pentru a menține pacea între cele două facțiuni religioase, Caterina de Medici proiectează căsătoria fiicei sale Margareta de Valois cu prințul protestant Henric de Navara. Căsătoria este programată pe 18 august 1572. Nu este acceptată de catolicii intransigenți și nici de Papa Grigore al XIII-lea. Acesta și regele Spaniei Filip al II-lea condamnă cu fermitate politica reginei mame.
Mirele sosește la Paris însoțit de 800 de gentilomi hughenoți. Căsătoria are loc pe 18 august în curtea catedralei Notre-Dame. Au loc festivități grandioase la care sunt invitați toți nobilii regatului, inclusiv protestanții, într-un spirit de armonie și reconciliere. Dar Parisul este un oraș anti-hughenot, iar parizienii, catolici extremiști, nu acceptă prezența lor. Parizienii sunt nemulțumiți. În plus recoltele au fost slabe. Luxul ostentat cu ocazia căsătoriei înfurie poporul parizian.
La căsătorie, definită o uniune execrabilă de către iezuiți, nu au luat parte ambasadorii națiunilor catolice și nici membrii Parlamentului din Paris. Atmosfera la curte este foarte tensionată. Caterina de Medici nu a obținut aprobarea de la papă pentru această căsătorie excepțională. Prin urmare prelații francezi nu știu ce atitudine să adopte. În plus rivalitatea dintre familiile de Guise și Montmorency reapare. 

### Atentatul asupra amiralului Coligny

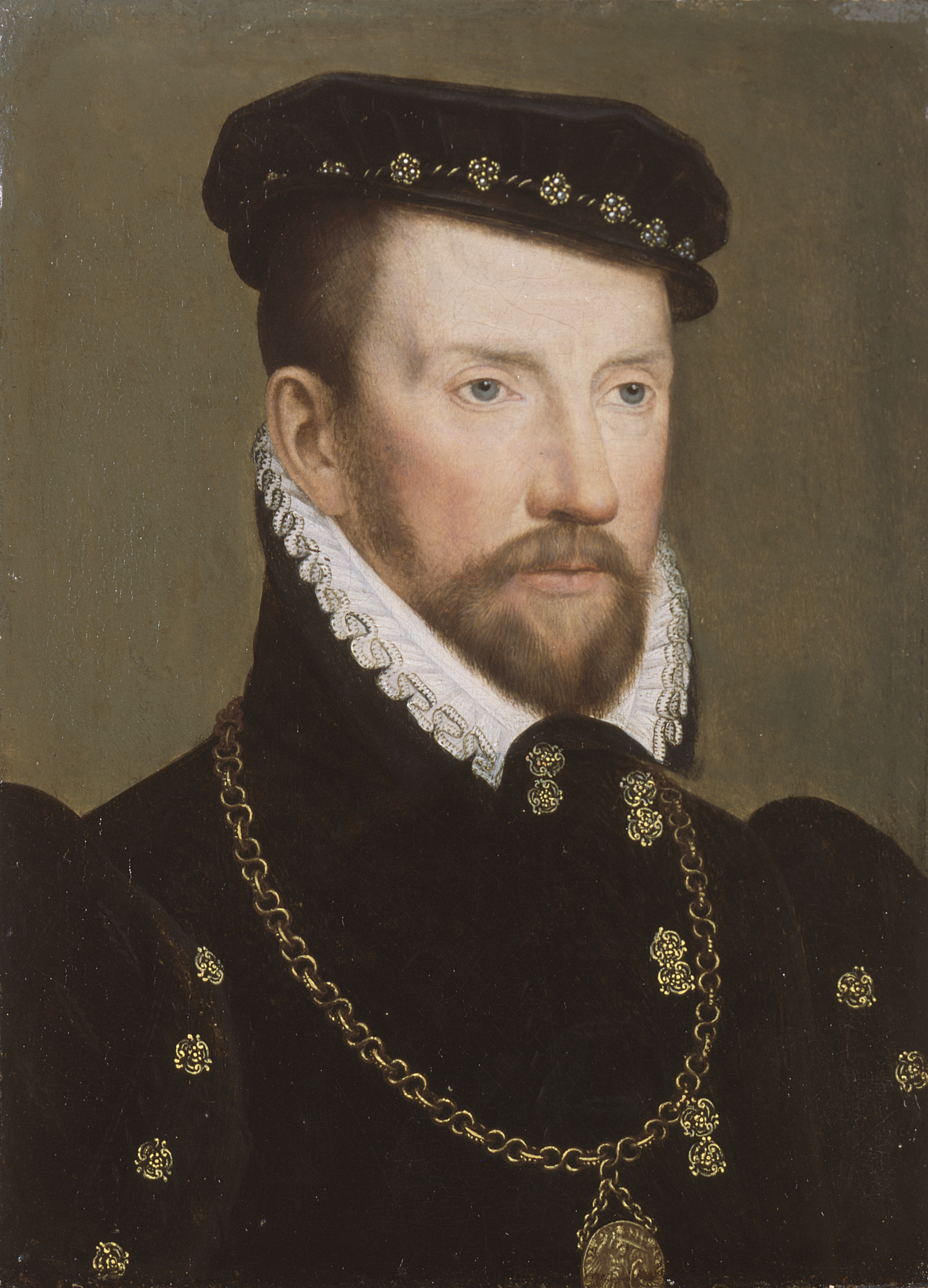
Amiralul Gaspard de Coligny, pictură de François Clouet

Pe 22 august amiralul Coligny este împușcat de la fereastra unei case de către Charles de Louvier. Amiralul este tratat la locuința lui, Hôtel de Bethisy. Ambroise Paré îi extrage un glonț din cot și îi amputează un deget. Deși astăzi este imposibil să aflăm cu siguranță cine a fost instigatorul atacului, istoriografia a selectat trei nume.
- Familia de Guise: Cardinalul de Lorena, Henric I, Duce de Guise și Claude al II-lea D'Aumale sunt principalii suspectați. Lideri ai partidului catolic, ar fi dorit să răzbune moartea lui François de Guise, ucis cu zece ani în urmă din ordinul amiralului, după părerea lor. Asupra amiralului se trăsese dintr-o casă ce aparținea familiei de Guise. Dar unii istorici sunt de părere că familia Guise era prea nerăbdătoare să revină în grațiile regelui, pentru a risca să-l irite.
- Ducele de Alba, guvernatorul Țărilor de Jos în numele lui Filip al II-lea al Spaniei: Coligny plănuia să-i sprijine pe rebelii flamanzi. În luna iunie trimisese clandestin trupe în ajutorul protestanților din Mons, asediat de către ducele de Alba. După căsătoria dintre Henric de Navara și Margareta de Valois, Coligny speră să se folosească de această reconciliere pentru a porni război împotriva Spaniei. În ochii spaniolilor amiralul reprezintă o amenințare. Cu toate acestea în corespondența ambasadorului Spaniei, Don Diego de Zuñiga, purtată cu Ducele de Alba și cu  Filip al II-lea, nu se află nici o dovadă a implicării coroanei spaniole în tentativa de asasinat asupra amiralului. În schimb Don Diego de Zuñiga este de părere că prezența amiralului Coligny alături de Carol al IX-lea reprezintă o frână a unui război deschis în Țările de Jos: după ambasador Franța nu-și va arunca masca ci va continua să practice un război pe ascuns  împotriva Spaniei, pentru a nu consolida în mod nejustificat influența amiralului făcându-l în mod oficial conducătorul trupelor regale.[4]
- Caterina de Medici: conform tradiției, Coligny dobândise prea multă influență asupra tânărului rege, iar Caterina se temea că fiul său va târî țara într-un conflict în Țările de Jos împotriva puternicilor spanioli. Cu toate acestea majoritatea istoricilor contemporani nu cred în vinovăția Caterinei: cunoscând eforturile sale pentru a restabili pacea internă, este dificil de crezut că ar fi dorit izbucnirea unui alt conflict intern. În plus nu este dovedit faptul că amiralul Coligny ar fi avut o influență decisivă asupra tânărului monarh.
- În cele din urmă există ipoteza unui act izolat comandat de un personaj puțin important apropiat familiei de Guise și pro-spaniol.

## Masacrul

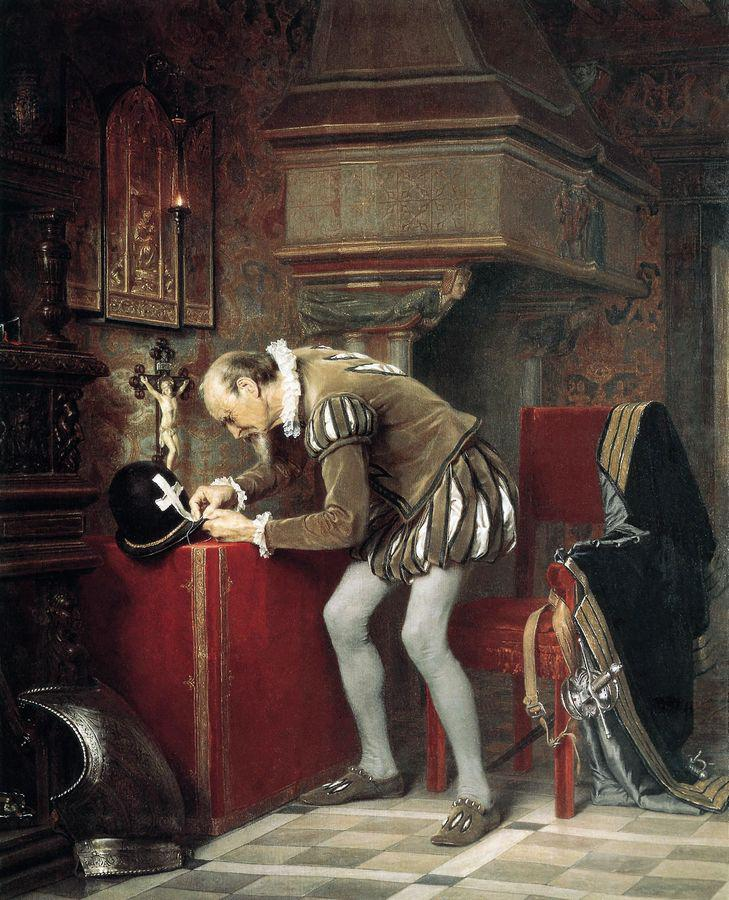
Pregătire pentru masacrul din noaptea Sfântului Bartolomeu de Kãrlis Hũns (1868)

Tentativa de omor asupra amiralului Coligny este evenimentul care va duce la declanșarea crizei: protestanții cer răzbunare. Parisul se află în pragul unui război civil între susținătorii ducelui de Guise și hughenoți. Pentru a calma apele, regele Carol al IX-lea se prezintă la căpătâiul lui Coligny promițându-i că se va face justiție. Pe de altă parte familia Guise amenință că va părăsi capitala, lăsând familia regală fără protecție. Carol al IX-lea și Caterina de Medici se tem să rămână cu protestanții. După Surpriza de la Meaux din 1567 (o conspirație organizată de Ludovic I de Bourbon pentru a-i răpi pe regele Carol al IX-lea al Franței și familia regală din castelul de la Montceaux en Brie), regina mamă are mari rețineri în privința protestanților.
În seara de 23 august regele are o reuniune la Palatul Tuileries cu consilierii săi (conseil étroit) pentru a decide calea de urmat. Au participat Caterina de Medici, Ducele de Anjou, procurorul René de Birague, mareșalul de Tavannes și ducele de Nevers. Nu există nici un document care să ateste cu certitudine că decizia de a-i elimina pe liderii hughenoți a fost luată în timpul acestei întâlniri. Dar tradiția spune că tânărul rege a strigat furios: Ucideți-i, dar ucideți-i pe toți, să nu rămână unul!, decizând astfel eliminarea liderilor protestanți cu excepția cumnatului său Henric de Navara și a prințului de Condé.

### La Paris

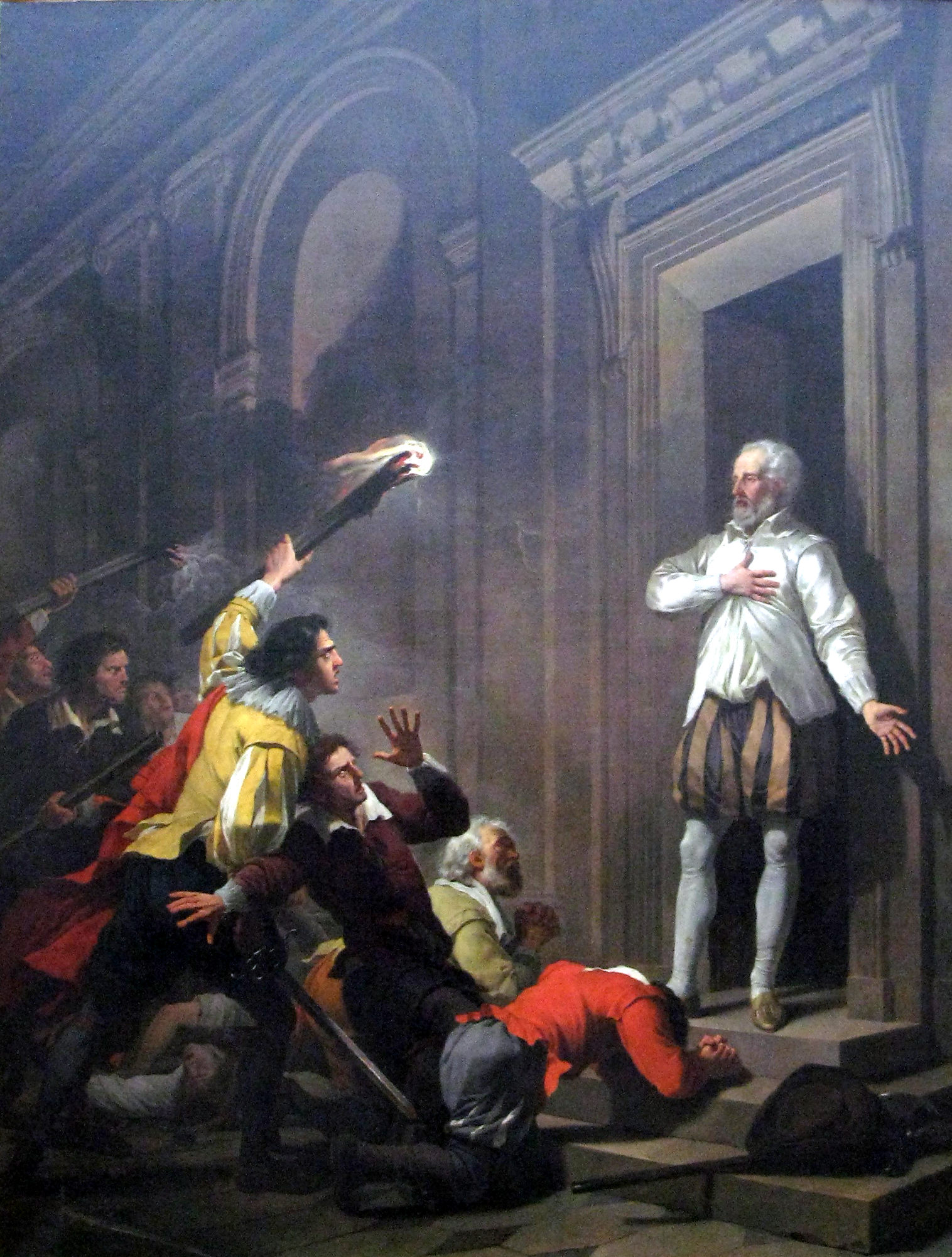
Amiralul Coligny în fața asasinilor

Puțin mai târziu autoritățile municipale sunt chemate și primesc ordin să închidă porțile Parisului și să înarmeze cetățenii orașului pentru a preveni orice tentativă de revoltă a protestanților. Comanda operațiunilor militare este încredințată ducelui de Guise și unchiului său, ducele de Aumale. Aceștia sunt sprijiniți de ducele de Montpensier, ducele de Nevers și de Henri d'Angouleme, cunoscuți pentru intransigența lor. Este dificil astăzi să se stabilească o cronologie exactă a evenimentelor. Se pare că semnalul a fost dat de clopotele bisericii Saint-Germain l'Auxerrois din apropierea Luvrului ce anunțau utrenia. Hughenoții ce se aflau în interiorul Luvrului sunt evacuați din palat și uciși în stradă. Trupurile lor adunate în fața palatului, sunt dezbrăcate, târâte pe străzile orașului și apoi aruncate în apele Senei. Un grup condus de ducele de Guise merge la locuința amiralului de Coligny, îl ucid și îl aruncă pe fereastră. Trupele conduse de Guise atacă liderii protestanți cazați în cartierul Saint-Germain, ce se afla atunci în afara Parisului. Tensiunea acumulată după pacea de la Saint-Germain explodează într-un val de violențe. Parizienii, alertați de agitația și zgomotul produs de operațiunea militară, atribuie în mod eronat tulburările nocturne protestanților. Astfel alarma sunată de clopotele bisericii Saint-Germain l'Auxerrois este preluată de toate turnurile orașului. Oamenii de rând încep să-i vâneze pe protestanți indiferent de sex, vârstă sau condiție socială. Blocați în oraș protestanții au puține șanse de scăpare. Casele lor sunt jefuite, hughenoții sunt uciși și cadavrele lor aruncate în Sena. Unii încearcă să se refugieze la rude sau prieteni. Dar și casele catolicilor sunt percheziționate. Cei care arată dezaprobare în fața masacrului sunt și ei în pericol de-a fi uciși. Înflorirea păduceilor din Cimitirul Inocenților în dimineața de 24 august, este văzută de mulțime drept un semn divin al epurării. Cadavrul lui Coligny este găsit în apele Senei și după ce este lăsat să putrezească trei zile, este emasculat și apoi spânzurat.
În dimineața de 24 august regele ordonă în van încetarea masacrului. El ia diverse măsuri și încearcă în zadar să protejeze viața oamenilor aflați în pericol. Cei doi prinți hughenoți Henric de Navara (19 ani) și prințul de Condé (20 de ani) sunt cruțați cu condiția de a se converti la catolicism.

### În provincie

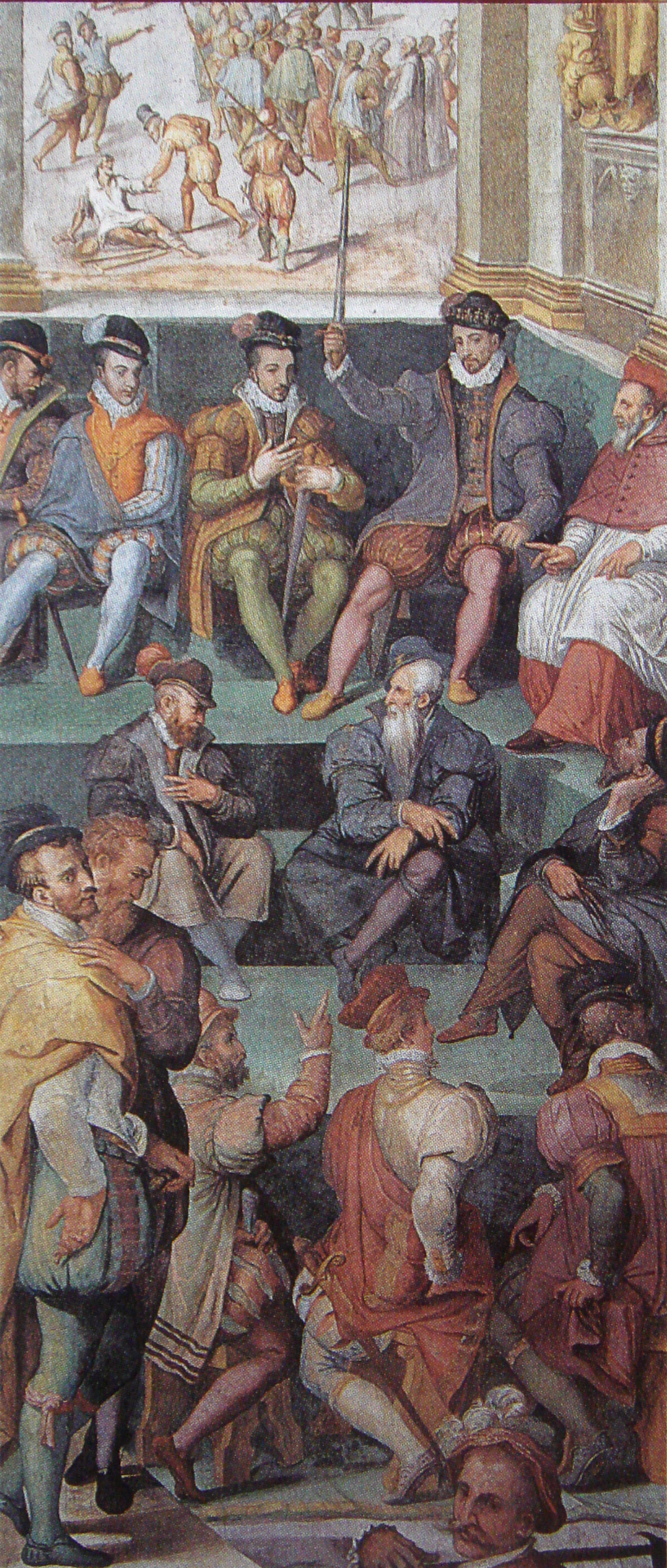
Carol al IX-lea în fața parlamentului din Paris, frescă de Giorgio Vasari comandată de Papa Grigore al XIII-lea, Sala regia Vatican

Pe 26 august are loc o sesiune a parlamentului din Paris (lit de justice) la care participă și Carol al IX-lea. Acesta își asumă responsabilitatea pentru asasinarea liderilor hughenoți, pretextând că aceștia organizaseră un complot împotriva coroanei.
Alertate de martori oculari, curieri comerciali și, în unele cazuri, de agitatori (contele de Montsoreau în Valea Loarei), orașele din provincie își dezlănțuie propriile masacre: pe 25 august în Orléans și Meaux, pe 26 în La Charité-sur-Loire, pe 28 și 29 în Angers și Saumur, 31 august Lyon, 11 septembrie Bourges, 3 octombrie Bordeaux, 4 octombrie Troyes, Rouen și Toulouse, 5 octombrie Albi, Gaillac, Bourges, Romans, Valence, Orange și în  multe alte orașe.
Reacția autorităților este variată, uneori încurajează masacrul - la Meaux semnalul este dat de procurorul regelui, , la Bordeax este organizat de către parlament, la Toulouse ducele de Joyeuse este favorabil masacrului . Alteori autoritățile încearcă să-i protejeze pe protestanți închizându-i în închisori, dar acestea sunt luate cu asalt (Lyon, Rouen, Albi), iar cei închiși sunt uciși. Guvernatorii militari se opun celor care susțin că masacrul este ordonat de rege, dar aceasta nu împiedică mereu uciderea hughenoților. 
Masacrul a durat trei zile la Paris și câteva săptămâni în restul Franței. Nu se cunoaște cifra exactă a victimelor, dar se estimează că a făcut 3000 de victime la Paris și între 5000 și 30000 de victime pe tot teritoriul Franței. și poate fi definit în cuvintele istoricului Jules Michelet Sfântul Bartolomeu nu a durat o zi ci un sezon.

### Reacțiile în Europa
Reacțiile în Europa sunt rezultatul versiunii prezentate de Carol al IX-lea asupra evenimentelor. Suveranilor Europei și papei Grigore al XIII-lea masacrul le este prezentat drept victoria regelui împotriva hughenoților în cadrul unui complot împotriva monarhiei. .Papa se declară fericit că regele a reușit să scape și ordonă să se cânte un Te Deum pentru a-i mulțumi lui Dumnezeu. De asemenea îi comandă trei fresce lui Giorgio Vasari care să reprezinte evenimentele. Masacrul este interpretat drept un act de răzbunare divină: Coligny este considerat o amenințare la adresa creștinătății, astfel pe 11 septembrie are loc o comemorare comună a Bătăliei de la Lepanto și a masacrării hughenoților. Cu toate acestea, mai târziu cunoscând amploarea evenimentelor, Papa refuză să-l primească pe  Charles de Maurevert, asasinul declarat al amiralului Coligny, motivând că era un criminal. Filip al II-lea al Spaniei își exprimă satisfacția declarând Este cea mai fericită zi din viața mea!. Regina Elisabeta I a Angliei poartă doliu și-l ține câteva ore în picioare pe ambasadorul francez, înainte să se prefacă din motive diplomatice că dă crezare ipotezei complotului. Maximilian al II-lea, socrul lui Carol al IX-lea, dezgustat, descrie masacrul rușinos. Chiar și țarul Ivan cel Groaznic își exprimă oroarea în privința masacrului.

## Consecințe

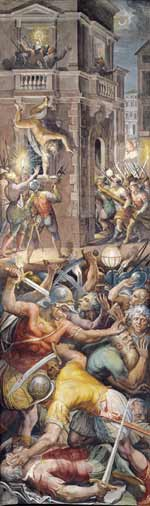
Noaptea Sfântului Bartolomeu frescă de Giorgio Vasari. Sus în stânga se vede defenestrarea amiralului Coligny.

Masacrul marchează o cotitură în domnia lui Carol al IX-lea și o schimbare completă a problemei religioase în Franța. Sub presiunea radicalilor catolici și probabil cu speranța de a recupera cât mai repede unitatea credinței, Carol al IX-lea și Caterina de Medici decid să modereze politica de conciliere față de protestanți. Astfel Edictul de la Saint-Germain este anulat. Regele îi îndeamnă pe protestanți să se convertească la catolicism. Prințul și prințesa de Condé se convertesc la catolicism și se recăsătoresc cu rit catolic pe 4 decembrie.
Presate și amenințate, comunitățile protestante se dizolvă sau emigrează din zonele unde constituie o minoritate. Mulți protestanți se refugiază la Geneva. care este poreclită oraș de refugiu. În urma acestor evenimente, în oraș sosesc între 10 și 20 de refugiați pe zi.
După masacru, Carol al IX-lea decide sacrificarea liderilor protestanți plecați să salveze Mons. După predarea orașului, ducele de Alva le permite francezilor (între 600 și 800 de oameni) să se întoarcă în Franța, dar ajunși pe teritoriul francez, aceștia sunt eliminați. Acum partidul protestant este privat de liderii săi militari, cu excepția câtorva protejați de rege: Acier, La Noue și Senarpont. Regele speră să-și recâștige autoritatea asupra regatului. Astfel începe negocierile cu La Rochelle, devenit capitala protestanților. Eșecul acestor negocieri duce la izbucnirea celui de-al patrulea război religios.
La nivel politic evenimentele poartă la o chestionare profundă asupra naturii puterii regale.Monarhia absolută este pusă în discuție.  Pamfletiștii ostili absolutismului regal sunt de părere că puterea regelui ar trebui să fie limitată (inclusiv prin organizarea Statelor Generale regulate). Reflecția se naște în rândurile protestanților după masacru, iar în cursul anului 1573 apare și în rândurile catolicilor moderați ostili puterii autoritare a monarhiei. Aceasta poartă la stabilirea Provinciilor Uniunii (Provinces de l'Union⁠(fr)[traduceți] și la Conspirația Nemulțumiților (1574) (Malcontents⁠(fr)[traduceți]).

## Interpretări istoriografice

### Interpretarea tradițională
Enormitatea tragediei explică dificultatea contemporanilor de a înțelege ceea ce s-a întâmplat cu adevărat. Masacrul de Sfântul Bartolomeu a devenit imediat o problemă pentru istorici. Confruntându-se cu contradicțiile politicii regale, fiecare a tras propriile concluzii. Interpretarea tradițională o vede pe Caterina de Medici și consilierii ei drept principalii vinovați. Uciderea protestanților a fost premeditată, Caterina de Medici atrăgându-i la Paris pentru a se debarasa de ei. 
Mai târziu istoricii au explicat contradicțiile politicii regale punându-le pe seama antagonismului existent între regina mamă și Carol al IX-lea. Geloasă pe influența amiralului Coligny asupra fiului său, Caterina de Medici ar fi ordonat asasinarea amiralului, declanșând un fenomen nepremeditat. Panicată de gândul de a fi descoperită și a suferi răzbunarea protestanților, sprijinită de consilierii ei, ar fi forțat mâna unui rege ezitant și indecis, să decidă să pună în aplicare eliminarea principalilor lideri militari protestanți.. 

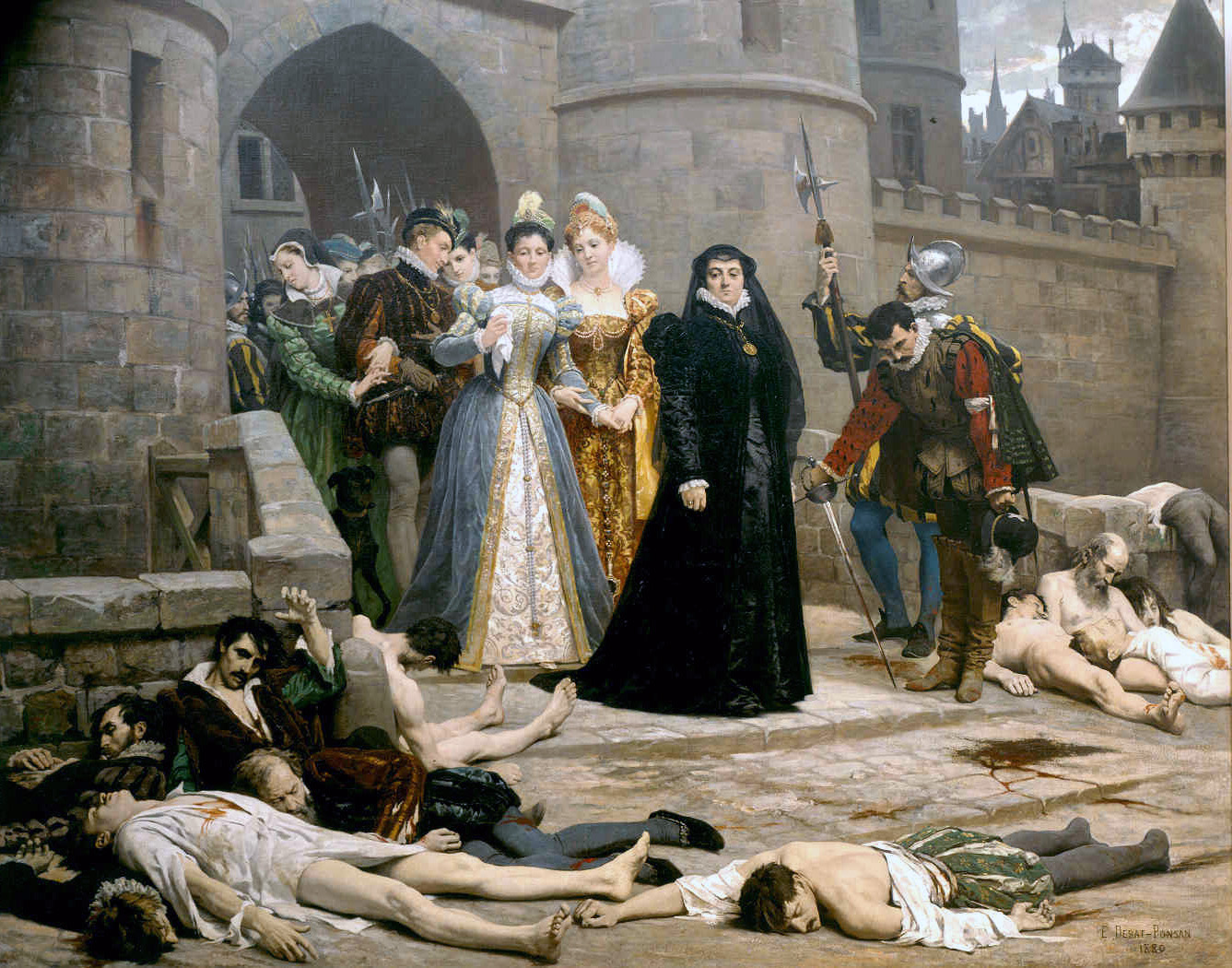
Caterina de Medici în fața Luvrului după Noaptea Sfântului Bartolomeu tablou de Debat Ponsan

Dificultatea avută de istorici pentru a da o explicație masacrului s-a datorat prejudecăților surselor contemporane. Scriitorii protestanți ca Theodore Agrippa d'Aubigne, nu au ezitat să exagereze numărul de victime și să transforme evenimentul drept rezultat al unui conflict religios. Catolicii au încercat să se dezvinovățească aruncând vina asupra mareșalului de Tavannes sau asupra Margaretei de Valois - care a spus că nu știuse nimic. În realitate complexitatea și rapiditatea tragediei au fost atât de mari încât nimeni nu a știut cu adevărat care au fost în realitate fazele desfășurării evenimentelor.
Revendicând câteva zile mai târziu responsabilitatea asupra masacrului, Carol al IX-lea a devenit pentru posteritate principalul vinovat. O altă interpretare schematică a masacrului consistă în a-l lua în considerare doar ca un eveniment religios. În timpul Revoluției franceze Marie-Joseph Chénier a scris drama teatrală Carol al IX-lea sau Sfăntul Bartolomeu (1789), care a avut mare succes. În secolul al XIX-lea alți scriitori ca Alexandre Dumas tatăl cu romanul Regina Margot (1845), sau Michel Zevaco, au contribuit la perpetuarea istoriografiei tradiționale.

### Noua orientare istoriografică

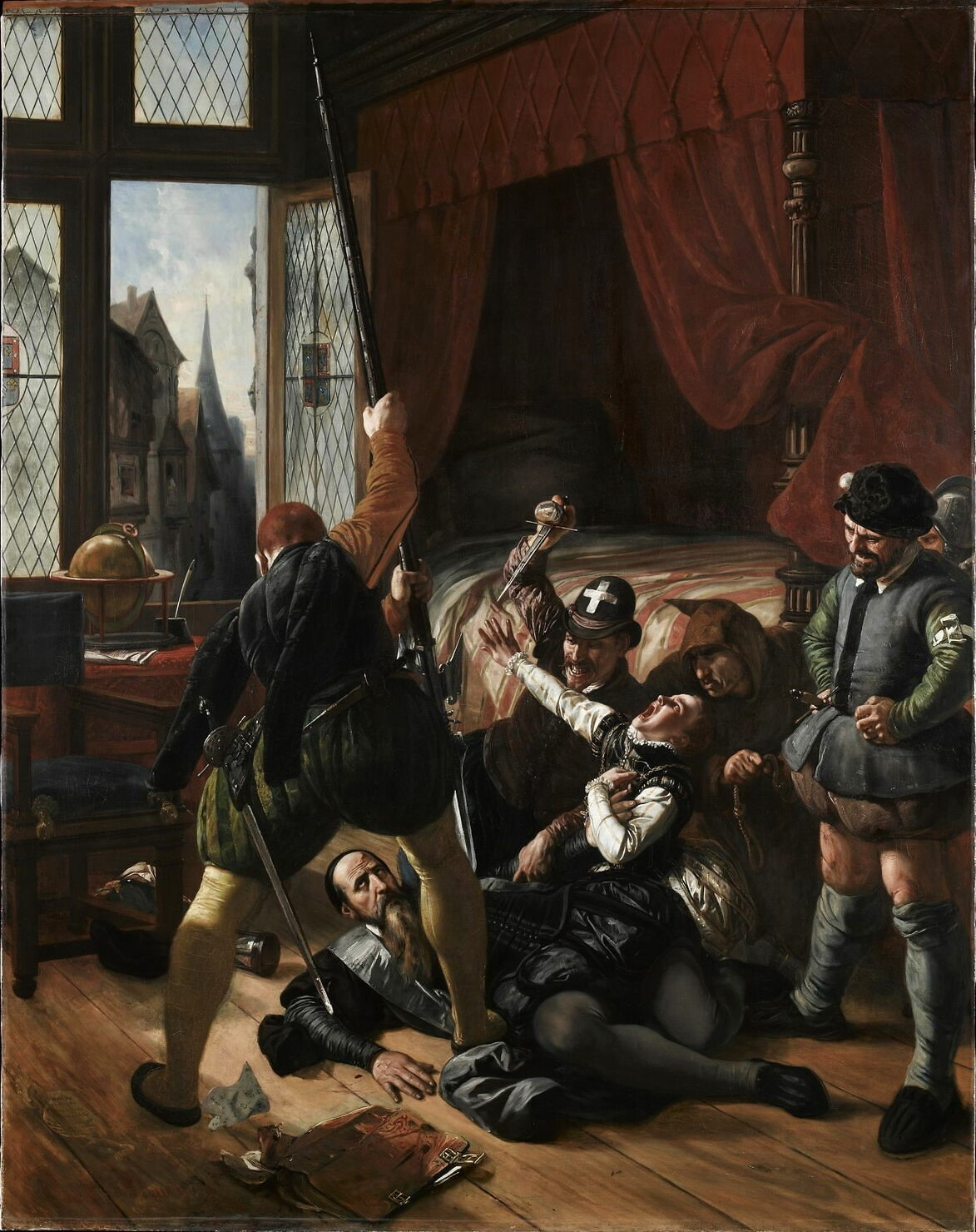
Scenă a Sfăntului Bartolomeu, asasinarea lui Briou, guvernatorul prințului de Condé, 24 august 1572 pictură de Joseph Nicolas Robert Fleury din secolul al XIX-lea

La sfârșitul secolului XX, mulți istorici au pus la îndoială explicația tradițională a masacrului. Istoricul protestant, Janine Garison. și-a reconsiderat propria interpretare în publicațiile sale ulterioare anului 1980. Chiar dacă astăzi istoricii separă executarea liderilor protestanți de masacrul popular, încă se dezbate asupra gradului de responsabilitate al familiei regale. Provocarea constă în a cunoaște nivelul implicării sau inacțiunii lor în organizarea masacrului.
- Denis Crouzet pune masacrul în contextul ideologic al epocii. Carol al IX-lea și Caterina de Medicii nu ar fi dorit asasinarea lui Coligny deoarece ar fi fost împotriva dorinței lor de a menține armonia în regat. Dar după ce amiralul este ucis, în fața amenințării unui nou război religios datorită indignării protestanților, poziția reginei mame se schimbă. Caterina de Medici ordonă suprimarea tuturor liderilor protestanți.
- Janine Garison este un susținător al istoriografiei tradiționale: Caterina de Medici și consilierii săi l-au forțat pe tânărul rege ezitant și indecis, să ordone eliminarea liderilor protestanți[21].
- Pentru Jean Louis Bourgeon adevărații responsabili au fost parizienii, familia Guise și agenții regelui Filip al II-lea al Spaniei. Regina mamă și Carol al IX-lea nu știau nimic. Istoricul subliniază starea cvasi-insurecțională în care se afla Parisul în acea perioadă. Deja în decembrie 1571 mai multe case fuseseră jefuite de protestanți. Ducele de Guise, foarte iubit de parizieni, a profitat de situație și a făcut presiuni asupra regelui și a reginei mamă. Carol al IX-lea a fost constrâns să înăbușe în fașă o potențială revoltă[22].
- Potrivit istoricului Thierry Wanegffelen, unul dintre principalii responsabili a fost fratele regelui, ducele de Anjou, viitorul Henric al III-lea. În urma atacului eșuat împotriva amiralului Coligny, atribuit familiei Guise și lui Filip al II-lea, consilierii italieni ai Caterinei de Medici au cerut probabil Consiliului Regal să profite de această ocazie, pentru a elimina pericolul hughenot prin uciderea a cincizeci de lideri protestanți. Dar regina mamă și Carol al IX-lea se opun cu hotărâre. Cu toate acestea, Henri de Anjou, locotenent general al regatului, prezent la reuniunea Consiliului, a văzut prin înfăptuirea acestui act o ocazie pentru a se impune la guvern. Astfel el a luat legătura cu un alt tânăr ambițios, Henric de Guise, (nepotul cardinalului de Lorena ce a fost apoi arestat la Roma) și cu autoritățile pariziene. Sfântul Bartolomeu parizian a luat naștere datorită acestor conjuncturi de interese și explică mai bine că oamenii ducelui de Anjou acționau în numele locotenentului general al regatului, deci după mentalitatea epocii, în numele regelui. Astfel este de înțeles de ce a doua zi după masacru, Caterina de Medici a condamnat crimele prin declarația regelui, amenințând familia Guise cu justiția regală. Dar când Caterina de Medici și Carol al IX-lea au aflat despre implicarea ducelui de Anjou, s-au văzut legați de inițiativa lui, iar Carol al IX-lea a fost constrâns să-și asume în mod public responsabilitatea asupra masacrului, justificându-l drept un act preventiv pentru a preveni o conspirație protestantă. Inițial lovitura de stat a ducelui de Anjou a fost un succes, dar apoi, Caterina de Medici a încercat să-l elimine pe ducele de Anjou de la succesiunea la tron trimițându-l să comande asediul de la Rochelle și, mai târziu, a făcut în așa fel încât să fie ales rege al Poloniei[23].